# Tomias gerriesmithae
Tomias gerriesmithae är en insektsart som beskrevs av Naskrecki 2008. Tomias gerriesmithae ingår i släktet Tomias och familjen vårtbitare. Inga underarter finns listade i Catalogue of Life.